# E584 (trasa europejska)
E584 – trasa europejska łącznikowa (kategorii B), biegnąca przez środkową Ukrainę, środkową Mołdawię i wschodnią Rumunię.
E584 zaczyna się w Połtawie, gdzie odbija od trasy europejskiej E40. Biegnie szlakami: 
- drogi regionalnej R17 przez Krzemieńczuk do Ołeksandrii,
- drogi magistralnej M30 przez Znamiankę Drugieją do Kropywnyckiego,
- drogi magistralnej M13 do przejścia granicznego Małajiwcy – Dubău.

Na terenie Mołdawii E584 biegnie szlakami 
- drogi krajowej M1 przez Dubosary do Kiszyniowa[1],
- drogi krajowej M3 przez Comrat do przejścia granicznego[1] Giurgiulești - Gałacz.

Na terenie Rumunii E584 biegnie szlakami dróg krajowych: 
- nr 2B do Braiły[1],
- nr 21 do Slobozia[1].

W Slobozia E584 łączy się z trasą E60.
Ogólna długość trasy E584 wynosi około 912 km, z tego 507 km na Ukrainie, 273 km w Mołdawii i 132 km w Rumunii.
Arterię wpisano na listę tras europejskich w 2001 roku. W latach 1999–2001 obecny przebieg był przypisany do trasy E577.